# Резолюция Совета Безопасности ООН 1080
Резолюция Совета Безопасности Организации Объединённых Наций 1080 (код — S/RES/1080), принятая 15 ноября 1996 года, после подтверждения резолюции 1078 (1996) о ситуации в районе африканских Великих озёр Совет, действуя на основании главы VII Устава ООН, создал многонациональные гуманитарные силы в восточном Заире.
Совет Безопасности признал, что ему необходимо срочно рассмотреть ситуацию в восточном Заире. Возникла острая необходимость в проведении конференции по вопросам мира, безопасности и развития в районе Великих озёр под эгидой ООН и Организации африканского единства.
Действуя в соответствии с главой VII, резолюция вновь призвала к немедленному прекращению огня и осудила все военные действия в регионе. Тем временем от государств-членов поступили предложения о создании временных гуманитарных сил для оказания помощи беженцам и перемещенным лицам в восточном Заире и помощи тем, кто желает вернуться в Руанду, а также с целью предотвращения распространения кризиса в других местах. Страны призывали использовать все возможные меры. Канада предложила возглавить силы, в состав которых вошли 10 000 военнослужащих из 20 стран. Операция должна была завершиться 31 марта 1997 года, если цели миссии не будут достигнуты раньше. Для получения финансирования операции был создан добровольный целевой фонд.
Затем Совет запланировал создание последующей операции, которая придет на смену многонациональным силам, и в этой связи попросил Генерального секретаря ООН Бутроса Бутроса-Гали рассмотреть мандат, сферу действия, размер и продолжительность таких сил в докладе, который должен быть представлен не позднее 1 января 1997 года.